# 令丈ヒロ子
令丈 ヒロ子（れいじょう ひろこ、1964年1月31日 - ）は、日本の児童文学作家。血液型O型。
嵯峨美術大学客員教授、滋賀県成安造形大学客員教授。日本ペンクラブ会員。

## 経歴
大阪府大阪市出身。帝塚山学院中学校・高等学校卒業。1984年、嵯峨美術短期大学ビジュアルデザイン科絵本制作コース卒業。
福武書店（現・ベネッセコーポレーション）勤務ののち、1990年『ぼよよんのみ』でデビュー。代表作『若おかみは小学生!』シリーズは累計300万部のベストセラーとなり、漫画化・TVアニメ化・劇場アニメ化もされた。また、『料理少年Kタロー』は2度テレビドラマ化された。

## 主な著書

### 児童書
- 『レンアイ@委員』（理論社、フォア文庫）
- 『若おかみは小学生!』（講談社、青い鳥文庫）
- 『温泉アイドルは小学生!』（講談社、青い鳥文庫）
- 『アイドル・ことまり!』（講談社、青い鳥文庫）
- 「おなやみかいけつクッキング」全4巻（オームラトモコ絵、あかね書房、おなやみかいけつクッキング）

1. 『フルーツゼリーではっきり勇気』 2003.7
2. 『チョコブラウニーですなおに笑顔 』 2004.1
3. 『レモンアイスでちょっぴり背のび』 2004.7
4. 『いちごムースでいつもの元気』  2005.1

- 『スーパーキッド・Dr.リーチ』（講談社、青い鳥文庫）
- 『わらいの王子様』（かまたいくよ絵、理論社、キッズパラダイス）
- 『タビねこくん』（あかね書房、あかね・新読み物シリーズ）
- 『HOTチョコレート』（小峰書店、おはなしプレゼント）
- 『きみの犬です』（理論社）
- 『ハジメはゲンシ人』（理論社、キッズパラダイス）
- 『うちゅうのガムくん』（PHP研究所、ゆかいなアハハ王国）
- 『料理少年Kタロー』（ポプラ社、ポプラカラフル文庫）
- 『うらない屋コノミちゃん』（小学館、てんとう虫ブックス）
- 『強くてゴメンね』（あかね書房、スプラッシュ・ストーリーズ）
- 『ダイエットパンチ!』（ポプラ社、Dreamスマッシュ!）
- 『××（バツ）天使』（理論社、フォア文庫）
- 『S力人情商店街』（岩崎書店、YA!フロンティア）
- 『ブラック・ダイヤモンド』（岩崎書店、YA!フロンティア）
- 『笑って自由研究』（集英社みらい文庫）
- 『パンプキン! 模擬原爆の夏』（講談社）
- 『長浜高校水族館部!』（講談社）

他多数。

### 一般小説
- 『ダブル・ハート』（講談社文庫）

## 進研ゼミ小学講座での担当作品
- 「けしごむねこ」
- 「はみがきクイーン」
- 「カラフルボイス」
- 「カッツオランド.com」
- 「きいちゃん小さいちゃん」
- 「魔女かもしれない」
- 「マジカルブレス」